# Pierre Coquelin de Lisle
Pierre Coquelin de Lisle, né le 19 juillet 1900 à Lille et mort le 22 juillet 1980 à Ivry-sur-Seine, est un tireur sportif français.

## Biographie

### Vie familiale
La famille Coquelin de Lisle est une ancienne famille originaire de Bretagne, (Saint-Servan), où elle possédait une terre à l'Isle, à proximité de Saint-Malo. Établie à la Martinique au XVIIe siècle, elle donne des officiers, notamment Pierre Coquelin de L'Isle (1700-1750), dont les descendants reviennent en métropole dès le début du règne de Louis XVI.
Pierre Coquelin de Lisle est le fils du colonel Paul Coquelin de Lisle (1863-1916), commandant la 255e brigade d'infanterie, mort pour la France à Verdun le 11 juillet 1916, et de Marie Renouard.
Il épouse Yolande Chabaille d'Auvigny.

### Carrière sportive
Il est sacré champion olympique de tir dans l'épreuve de carabine couché aux Jeux olympiques d'été de 1924 à Paris, battant le record du monde d'alors (398 points),.